# خوين ديزج
خوين‌ ديزج هي قرية في مقاطعة ورزقان، إيران. عدد سكان هذه القرية هو 275 في سنة 2006.